# ارزن باتلاقی
ارزن باتلاقی (نام علمی: Paspalum dilatatum) نام یک گونه از سرده ارزن باتلاقی است.